# Nieszczęście (film 1977)
Nieszczęście (org. Беда) – radziecki dramat obyczajowy z 1977 roku w reżyserii Dinary Asanowej.

## Opis fabuły
Historia Sławki – mężczyzny wieku średniego, robotnika i szczęśliwego męża oraz ojca rocznego synka, który pod wpływem plotek na temat rzeczywistego ojcostwa jego dziecka zaczyna pić. Stopniowo staczając się coraz bardziej w nałóg, zaczyna maltretować rodzinę, aż w końcu popada w konflikt z prawem – za włamanie i kradzież wódki oraz stawianie oporu podczas aresztowania, zostaje skazany na pobyt w kolonii karnej. Życie Sławki legnie w gruzach, żona żąda od niego rozwodu. W dalekiej kolonii odwiedza go stara matka, której Sławka obiecuje po wyjściu na wolność rozpoczęcie nowego życia w nowym miejscu. 

## Obsada aktorska
- Aleksiej Pietrienko – Sławka
- Jelena Kuźmina – matka Sławki
- Lidia Fiedosiejewa-Szukszyna – Zinaida
- Gieorgij Burkow – Kola
- Giennadij Dudiew – Gusiew
- Fiodor Odinokow – brygadzista
- Marija Winogradowa – bufetowa
- Igor Jefimow – major milicji
- Jefim Kamieniecki – komendant kolonii karnej

i inni. 